# 翼状陰茎
翼状陰茎（よくじょういんけい、英: Webbed penis）とは、陰茎の尖端近くの腹側包皮が陰嚢皮膚に融合している先天性の疾患である。陰茎を挙上すると陰茎陰嚢皮膚が翼状または水掻き状を呈する。陰茎が皮下脂肪に埋もれている埋没陰茎や陰茎そのものが短い矮小陰茎症とは異なる。尿道および海綿体は通常正常である。翼状陰茎は通常、無症候性であるが、美容的外観は受け入れられないことが多い。この病態は外科的手技によって改善されることがある。
先天性の場合、この奇形は陰茎と陰嚢の付着部皮膚の異常を示す。陰茎、尿道、陰嚢の残りの部分は通常正常である。
また、割礼やその他の陰茎手術の際、陰茎腹側の皮膚を過剰に切除した結果、後天性（医原性）に発症することもある。陰茎が陰嚢内に収納され、二次性包茎（陰茎が引っ掛かった状態）になる場合がある。

## 症候・症状
この疾患の場合、陰茎は直立しないので、立位で排尿したり、性交に参加したりする能力が損なわれる。
目視可能な徴候には以下のようなものがあるが、これらに限定されない：
- 狭窄した瘢痕性の包皮口
- 排尿困難[8]

## 診断
通常、診断には身体検査が用いられる。

## 治療
翼状皮膚を切開し、拘縮を解除する。

## 予後
術後の副作用としては、軽度の浮腫が1～2ヶ月見られる場合がある。術創が瘢痕化する。

## 疫学
翼状陰茎は稀な先天性疾患であり、有病率は知られていない。尿道下裂に合併することが多いが、下裂や索を伴わない場合もある。